# Regina (Nou Mèxic)
Regina és una concentració de població designada pel cens dels Estats Units a l'estat de Nou Mèxic. Segons el cens del 2000 tenia 99 habitants.

## Demografia
Segons el cens del 2000, Regina tenia 99 habitants, 47 habitatges i 32 famílies. La densitat de població era de 5,3 habitants per km².
Dels 47 habitatges en un 19,1% hi vivien nens de menys de 18 anys, en un 61,7% hi vivien parelles casades, en un 2,1% dones solteres, i en un 29,8% no eren unitats familiars. En el 25,5% dels habitatges hi vivien persones soles, el 12,8% de les quals corresponia a persones de 65 anys o més. El nombre mitjà de persones vivint en cada habitatge era de 2,11 i el nombre mitjà de persones que vivien en cada família era de 2,48.
Per edats la població es repartia de la següent manera: un 14,1% tenia menys de 18 anys, un 2% entre 18 i 24, un 29,3% entre 25 i 44, un 36,4% de 45 a 60 i un 18,2% 65 anys o més.
L'edat mediana era de 47 anys. Per cada 100 dones de 18 o més anys hi havia 102,4 homes.
La renda mediana per habitatge era de 13.355 $ i la renda mediana per família de 14.659 $. Els homes tenien una renda mediana de 36.250 $ mentre que les dones 42.813 $. La renda per capita de la població era de 12.791 $. Aproximadament el 14% de les famílies i el 18,2% de la població estaven per davall del llindar de pobresa.

## Poblacions properes
El següent diagrama mostra les poblacions més properes.